# Basament
El basament, o sòcol, és un membre arquitectònic sobresortint d'un element superior, el qual s'hi recolza, que pot ser un pilar, una columna o pilastra, una escultura, un mur o altres construccions. Es construeix, depenent el que hagi de sostenir, sòlidament dins un forat o una rasa a terra i serveix per donar estabilitat a l'obra.
- En el cas de la columna i altres sustentacles verticals, el basament correspon al conjunt format per pedestal i base.

- En murs el sòcol és l'element continu visible que forma un cos a la seva part inferior i s'integra en la façana. Pot ser identificat per mostrar-se sobresortint, formant un viu en tota la seva extensió, o per rebre diferent aparell que la resta del mur. S'utilitza amb finalitat estructural, oferint una major capacitat de càrrega i per a compensar irregularitats orogràfiques; també s'usa amb intenció decorativa a manera de fris.

- Basaments o sòcols serveixen de pedestal a obres artístiques, com estàtues, monuments escultòrics, retaules...

- Basament d'una columna de l'Erectèon
- Sòcol de Cal Bià, Olesa de Montserrat.